# Żuraw (Silésie)
Pour les articles homonymes, voir Żuraw.
Żuraw est une localité polonaise de la gmina de Janów, située dans le powiat de Częstochowa en voïvodie de Silésie.